# Козімо Росселлі
Ко́зімо Россе́ллі (італ. Cosimo Rosselli; бл. 1439, Флоренція — 1507, там само) — живописець флорентійської школи періоду кватроченто.

## Біографія
Народився близько 1339 року в Флоренції. У віці 14 років став учнем Нері ді Біччі, а вже в 1460 році працював помічником у свого двоюрідного брата Бернардо ді Стефано Росселлі. Художник написав у Флоренції багато вівтарних образів, найранніші з яких наївні і невмілі, однак передають усю глибину релігійного почуття.

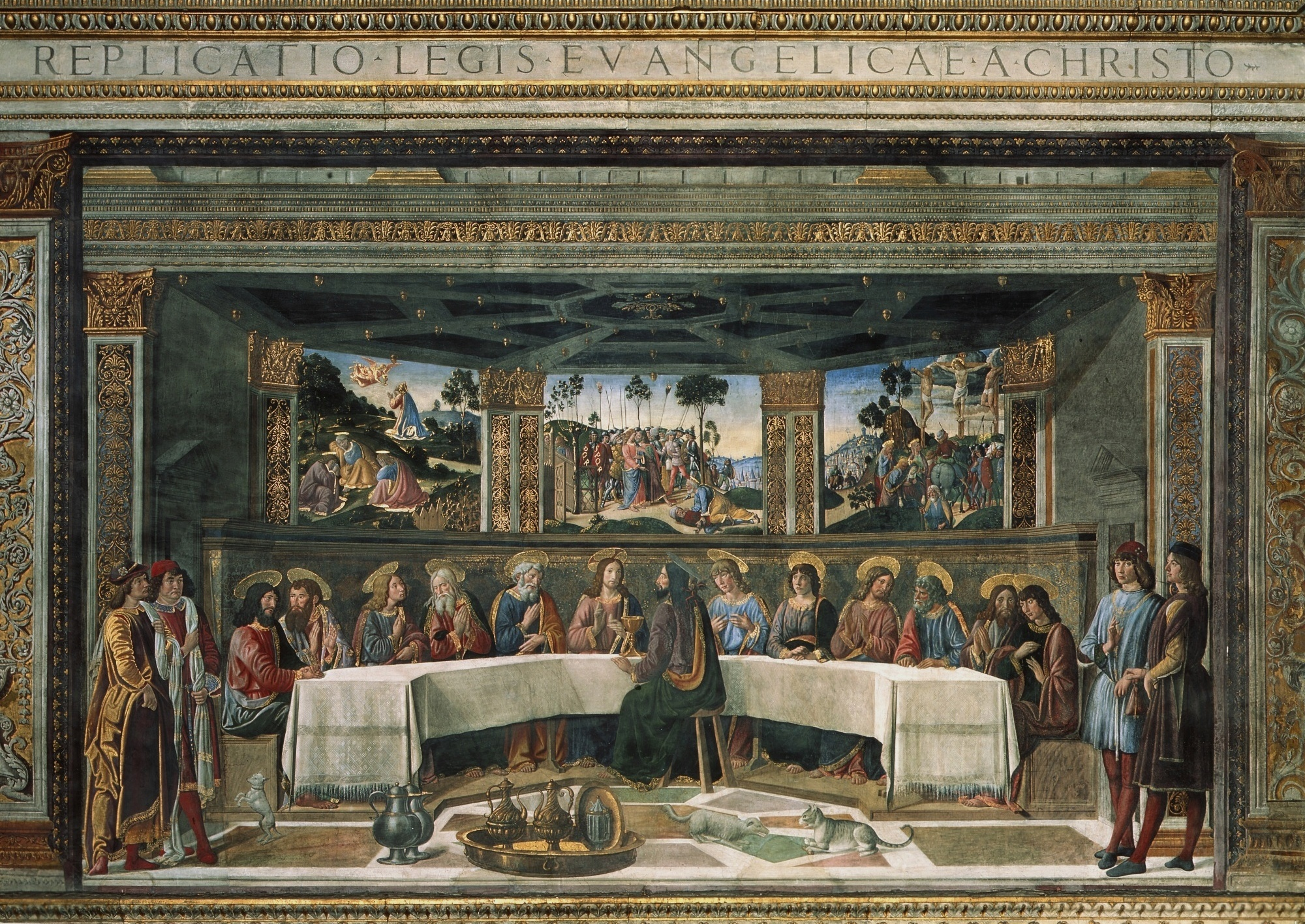
«Тайна вечеря», 1480—82, фреска Сікстинської капели, Ватикан

З 1480 року Росселлі разом з трьома провідними майстрами Флоренції — Сандро Боттічеллі, Доменіко Гірландайо і П'єтро Перуджино, був запрошений папою Сікстом IV в Рим для створення циклу розписів в Сікстинській капелі. Художник виконав три фрески: «Загибель армії фараона у водах Червоного моря», «Христос, що проповідує на березі Тиверіадського озера» і «Тайна вечеря», у створенні яких йому допомагав його учень П'єро ді Козімо, який отримав своє ім'я на честь вчителя. Іншим видатним учнем Росселлі був Фра Бартоломео.
Джорджо Вазарі у своїх «Життєписах» (1550) дає втішну оцінку творчості Росселлі, особливо виділяючи портрет молодого вченого Піко Мірандола. Згадуючи про фрески Сікстинської капели, він наводить історію про те, що папа, побачивши фрески Росселлі, виразив чи не найбільше захоплення, ніж роботами інших художників, які брали участь у проекті. Достовірність цього під сумнівом, як й інше в нарисі про художника. Так, він пише, що художник помер у 1484 році, у той час, коли існує заповіт художника, датований 25 листопада 1506 року. За останніми даними, художник помер у Флоренції у 1507 році.